# NGC 541
NGC 541 (również PGC 5305, UGC 1004 lub Arp 133) – galaktyka eliptyczna (E-S0), znajdująca się w gwiazdozbiorze Wieloryba. Została odkryta 30 października 1864 roku przez Heinricha d’Arresta.